# Thần kinh gan ngón tay riêng của thần kinh trụ
 Thần kinh gan ngón tay riêng của thần kinh trụ (tiếng Anh: proper palmar digital nerves of the ulnar nerve)là dây thần kinh ở bàn tay người.
Nhánh nông của thần kinh trụ phân chia thành một sợi thần kinh gan ngón tay riêng, chi phối mặt trong của ngón V; và thần kinh gan ngón tay chung của thần kinh trụ, phân chia thành hai dây thần kinh gan ngón tay riêng chi phối mặt tiếp xúc của ngón IV và V.

## Hình ảnh bổ sung

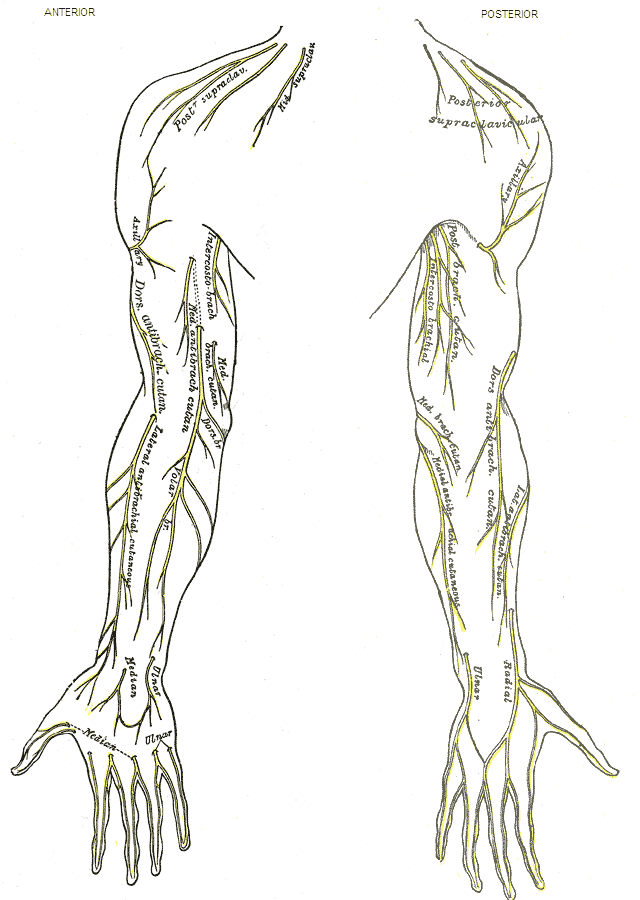
Thần kinh bì của chi trên bên phải.